# Sorin Titel
Sorin Titel (n. 7 decembrie 1935, Margina, Timiș, România – d. 17 ianuarie 1985, București, România) a fost un eseist, romancier și scriitor român.

## Biografie
Sorin Titel se naște pe 7 decembrie 1935 în comuna Margina. Este fiul lui Iosif Titel, notar și licențiat în Drept și al Corneliei, casnică. Între 1946-1953 face liceul la Lugoj și Caransebeș după terminarea căruia intră la Facultatea de Cinematografie din București. Un an mai târziu se transferă de la regie cinematografică la Facultatea de Filologie, în anul al doilea după ce dă examene de diferență. În 1956 este însă exmatriculat pentru că se solidarizează cu mișcările studenților din Ungaria. Va fi reînmatriculat în 1957 la Cluj dar numai pentru o lună.
Pe plan literar debutează în 1957 cu schița Drumul în revista Tânărul scriitor. În 1963 publică primul său volum de schițe, Copacul. Scrie numeroase schițe, povestiri, romane, eseuri.
Între 1958-1964 ocupă postul de profesor suplinitor de limba română la Caransebeș și în satul Cârpa (azi, Valea Timișului). În 1961 revine la facultatea de filologie în anul al IV-lea, la cursuri fără frecvență. Va absolvi facultatea abia în 1964. Între 1964-1971 este redactor la revista Scrisul bănățean din Timișoara (transformată ulterior în Orizont). Publică acum mai multe romane, și își consolidează poziția în Uniunea Scriitorilor, unde nu a deținut nici o funcție. În 1971 se mută la București, unde devine redactor la revista România literară.
În data de 17 ianuarie 1985 survine moartea sa prematură, în urma declanșării unei boli necruțătoare și este înmormântat la Cimitirul Bellu.

## Opere publicate
- Copacul, schițe, Editura pentru literatură, București, 1963
- Reîntoarcerea posibilă, roman, Editura pentru literatură, București, 1966
- Valsuri nobile și sentimentale, povestiri, Editura pentru literatură, București, 1967
- Dejunul pe iarbă, roman, Editura pentru literatură, București, 1968
- Noaptea inocenților, nuvele, Editura Cartea Românească, București, 1970
- Lunga călătorie a prizonierului, roman, Editura Cartea Românească, București, 1971 - tradus în limba franceză de Marie France Ionesco, fiica dramaturgului Eugen Ionesco, apoi și în limbile olandeză și poloneză
- Țara îndepărtată, roman, Editura Eminescu, București, 1974. ( Premiul Asociației Scriitorilor din București, primul volum dintr-o tetralogie romanescă, ce avea să mai includă romanele Pasărea și umbra, Clipa cea repede și Femeie, iată fiul tău ).
- Herman Melville. Fascinația mării, eseu, Editura Albatros, București, 1975
- Pasiunea lecturii, eseu, Editura Facla, Timișoara, 1976
- Pasărea și umbra, roman, Editura Eminescu, București, 1977
- Clipa cea repede, roman, Editura Eminescu, București, 1979
- Femeie, iată fiul tău, roman, Editura Cartea Românească, București, 1983, distins cu Premiul Academiei Române și cel al Uniunii Scriitorilor
- În căutarea lui Cehov și alte eseuri, Editura Cartea Românească, București, 1984
- Melancolie, roman neterminat, Editura Cartea Româneasca, București, 1988
- Bucătăria de vară, scenarii cinematografice, Editura Marineasa, Timișoara, 1997
- Opere, vol.I: Schițe și povestiri;vol.II:Nuvele.Romane,text stabilit,cronologie,note,comentarii,variante și repere critice de Cristina Balinte, prefață de Eugen Simion, Ed. Fundației Naționale pentru Știință și Artă & Univers enciclopedic, București, 2005

## Scenarii de film
- Iarba verde de acasă (1977)